# Joachim Bechtle-Bechtinger
Joachim Bechtle-Bechtinger (Pseudonym: Joachim S. Gumpert, früherer Name:
Joachim Schreck, * 16. September 1926 in Köthen) ist ein deutscher Schriftsteller.

## Leben
Joachim Bechtle-Bechtinger studierte Germanistik. Von 1957 bis 1968 war er als Verlagslektor tätig. Nach seiner Entlassung aus politischen Gründen gehörte er der Redaktion der Weltbühne an. Heute lebt er als freier Schriftsteller in Berlin.
Joachim Bechtle-Bechtinger gab in der DDR zahlreiche Anthologien und Bände mit Erzählungen und Gedichten, vorwiegend von deutschsprachigen Autoren der ersten Hälfte des 20. Jahrhunderts, heraus. Daneben ist er Verfasser von Erzählungen und feuilletonistischen Texten.
Joachim Bechtle-Bechtinger war Mitglied des Schriftstellerverbandes der DDR; seit 1993 gehört er dem PEN-Zentrum Deutschland an.

## Werke
- Bettenanbieten und andere Belagerungszustände, Berlin 1978 (unter dem Namen Joachim S. Gumpert)
- Museum der verschwundenen Liebhaber, Berlin 1981 (unter dem Namen Joachim S. Gumpert)
- Die Strumpfbandaffäre, Berlin 1985 (unter dem Namen Joachim S. Gumpert)

## Herausgeberschaft
- Geheimnisse der Religion, Berlin 1958 (herausgegeben unter dem Namen Joachim Schreck zusammen mit Rudolf Hoffmann)
- I. M. Lange: Die Zeit trägt einen roten Stern, Berlin 1958 (herausgegeben unter dem Namen Joachim Schreck)
- I. M. Lange: Des Sieges Gewißheit, Berlin 1959 (herausgegeben unter dem Namen Joachim Schreck)
- Alexander Roda Roda: Roda Rodas Cicerone, Berlin [u. a.] 1965 (herausgegeben unter dem Namen Joachim Schreck)
- Saison für Lyrik, Berlin [u. a.] 1968 (herausgegeben unter dem Namen Joachim Schreck)
- Karl Valentin: Monologe, Dialoge, Couplets, Szenen, Berlin 1973 (herausgegeben unter dem Namen Joachim Schreck)
- Egon Erwin Kisch: Das tätowierte Porträt, Leipzig 1974 (herausgegeben unter dem Namen Joachim Schreck)
- Eulenspiegels Witz-Panoptikum, Berlin 1977 (herausgegeben unter dem Namen Joachim S. Gumpert)
- Alfred Lichtenstein: Die Dämmerung, Berlin [u. a.] 1977 (herausgegeben unter dem Namen Joachim Schreck)
- Wolfgang Hildesheimer: Tynset. Zeiten in Cornwall, Berlin 1978 (herausgegeben unter dem Namen Joachim Schreck)
- Franz Hessel: Spazieren in Berlin, Berlin 1979 (herausgegeben unter dem Namen Joachim Schreck)
- Ludwig Thoma: Der Dienstmann im Himmel, Berlin 1979 (herausgegeben unter dem Namen Joachim Schreck)
- Café Klößchen, Berlin 1980 (herausgegeben unter dem Namen Joachim Schreck)
- Ernst Jandl: Augenspiel, Berlin 1981 (herausgegeben unter dem Namen Joachim Schreck)
- Klabund: Die Harfenjule, Berlin 1982 (herausgegeben unter dem Namen Joachim Schreck)
- Helmut Heißenbüttel: Franz-Otto Mürbekapsels Glück und ein Ende, Berlin 1983 (herausgegeben unter dem Namen Joachim Schreck)
- Kurt Kusenberg: Ein schönes Hochzeitsfest, Berlin 1984 (herausgegeben unter dem Namen Joachim Schreck)
- Walter Serner: Die Betörung der Excentrique Fanoche, Berlin 1984 (herausgegeben unter dem Namen Joachim Schreck)
- Kurt Schwitters: Anna Blume und andere, Berlin 1985 (herausgegeben unter dem Namen Joachim Schreck)
- Ein standesgemäßer Ehebruch, Berlin 1985 (herausgegeben unter dem Namen Joachim S. Gumpert)
- Friedrich Eisenlohr, Livingstone Hahn, Ludwig Rubiner: Kriminal-Sonette, Eulenspiegel Verlag, Berlin 1985 (herausgegeben unter dem Namen Joachim Schreck)
- Gottfried Benn: Einsamer nie –, Berlin 1986 (herausgegeben unter dem Namen Joachim Schreck)
- Joachim Ringelnatz: Mein Herz im Muschelkalk, Berlin 1986 (herausgegeben unter dem Namen Joachim Schreck)
- Hermann Ungar: Geschichte eines Mordes, Berlin 1987 (herausgegeben unter dem Namen Joachim Schreck)
- Tango mortale, Berlin 1988 (herausgegeben unter dem Namen Joachim Schreck)
- Rainer Maria Rilke: König Bohusch, Berlin 1989 (herausgegeben unter dem Namen Joachim Schreck)
- Ludwig Speidel: Fanny Elßlers Fuß, Berlin [u. a.] 1989 (herausgegeben unter dem Namen Joachim Schreck)
- Die Paukerfibel, Berlin 1990 (herausgegeben unter dem Namen Joachim Schreck)
- Walter Serner: Hochstapler, Berlin 1991 (herausgegeben unter dem Namen Joachim Schreck)
- Frohes Fest noch!, Berlin 1992 (herausgegeben unter dem Namen Joachim S. Gumpert)
- Laß deine Zunge mir im Munde flattern, Berlin 1992 (herausgegeben unter dem Namen Joachim Schreck)
- Walter Serner: Der Pfiff aufs Ganze, Berlin 1993 (herausgegeben unter dem Namen Joachim Schreck)
- Vom Marabu im Hindukuh, Berlin 1994 (herausgegeben unter dem Namen Joachim Schreck)
- Alfred Lichtenstein: Große Mausefalle. Groteske Gedichte, Eulenspiegel-Verlag, Berlin 1996 (herausgegeben unter dem Namen Joachim Schreck)

| Personendaten    | Personendaten                                                     |
| ---------------- | ----------------------------------------------------------------- |
| NAME             | Bechtle-Bechtinger, Joachim                                       |
| ALTERNATIVNAMEN  | Gumpert, Joachim S. (Pseudonym); Schreck, Joachim (früherer Name) |
| KURZBESCHREIBUNG | deutscher Schriftsteller                                          |
| GEBURTSDATUM     | 16. September 1926                                                |
| GEBURTSORT       | Köthen                                                            |